# Ostroh (Poustka)
Ostroh (deutsch bis 1948: Seeberg) ist ein Ortsteil der Gemeinde Poustka in Tschechien.

## Geographie

### Geographische Lage
Ostroh liegt fünf Kilometer nordwestlich von Františkovy Lázně am Bach Slatinný potok (Seebach) im Egerbecken.

### Ortsgliederung
Ostroh bildet einen Katastralbezirk. Zum Ortsteil Ostroh gehört die Ansiedlung Drahov (Trogau).

### Nachbargemeinden
Nachbarorte sind Hazlov im Norden, Poustka und Zelený Háj im Nordosten, Antonínova Výšina, Dvoreček und Horní Lomany im Osten, Dolní Lomany, Františkovy Lázně und Krapice im Südosten, Horní Rybárna, Cetnov und Bříza im Süden, Lužná und Drahov im Südwesten, Libá im Westen sowie Podílná und Táborská im Nordwesten.

## Geschichte
Die erste urkundliche Erwähnung von Seeberg erfolgte im Jahre 1275.
Nach der Aufhebung der Patrimonialherrschaften bildete Seeberg mit den Ortsteilen Oed und Trogau ab 1850 eine Gemeinde im Gerichtsbezirk Eger bzw. Bezirk Eger. Im Jahre 1889 riss ein verheerendes Hochwasser des Seebaches in Seeberg sämtliche fünf Mühlen sowie die Häuser am Bach fort. Oed erhielt 1922 seine Selbstständigkeit. 1948 wurde die Gemeinde Seeberg in Ostroh umbenannt.

### Eingemeindungen
Im Jahre 1960 wurde Ostroh nach Poustka eingemeindet, 1976 erfolgte die Eingemeindung nach Františkovy Lázně. Seit dem 1. Januar 1992 gehört Ostroh wieder zur Gemeinde Poustka.

### Einwohnerentwicklung

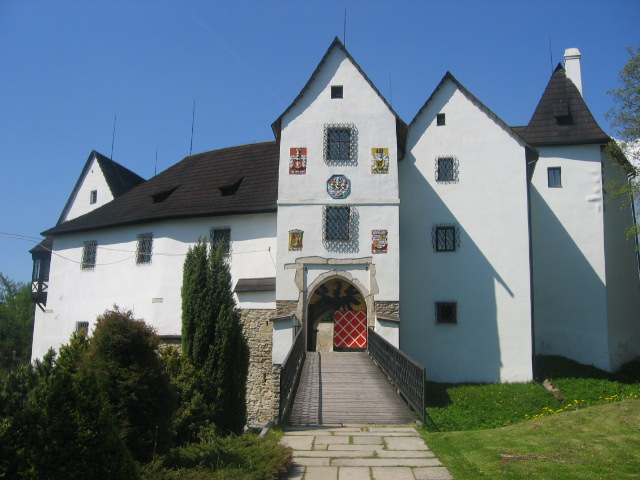
Burg Seeberg

| Jahr | Einwohnerzahl |
| ---- | ------------- |
| 1869 | 551           |
| 1880 | 563           |
| 1890 | 527           |
| 1900 | 487           |
| 1910 | 465           |

| Jahr | Einwohnerzahl |
| ---- | ------------- |
| 1921 | 398           |
| 1930 | 400           |
| 1950 | 93            |
| 1961 | 68            |
| 1970 | 70            |

| Jahr | Einwohnerzahl |
| ---- | ------------- |
| 1980 | 36            |
| 1991 | 26            |
| 2001 | 32            |
| 2011 | 55            |

## Kultur und Sehenswürdigkeiten
- Burg Seeberg
- Kirche St. Wolfgang.